# Nomada alpigena
Nomada alpigena är en biart som beskrevs av Schwarz, Gusenleitner och Mazzucco 1999. Nomada alpigena ingår i släktet gökbin, och familjen långtungebin. Inga underarter finns listade i Catalogue of Life.